# Gare de Kōzu (Kanagawa)
La gare de Kōzu (国府津駅, Kōzu-eki) est une gare ferroviaire située dans la ville d'Odawara, dans la préfecture de Kanagawa au Japon. Elle est exploitée par la JR East.

## Situation ferroviaire
La gare de Kōzu est située au point kilométrique (PK) 77,7 de la ligne principale Tōkaidō. Elle marque le début de la ligne Gotemba (exploitée par la JR Central).

## Histoire
La gare a été inaugurée le 1er juillet 1887.

## Service des voyageurs

### Accès et accueil
La gare dispose d'un bâtiment voyageurs, avec guichet, ouvert tous les jours.

### Desserte
- Ligne principale Tōkaidō :

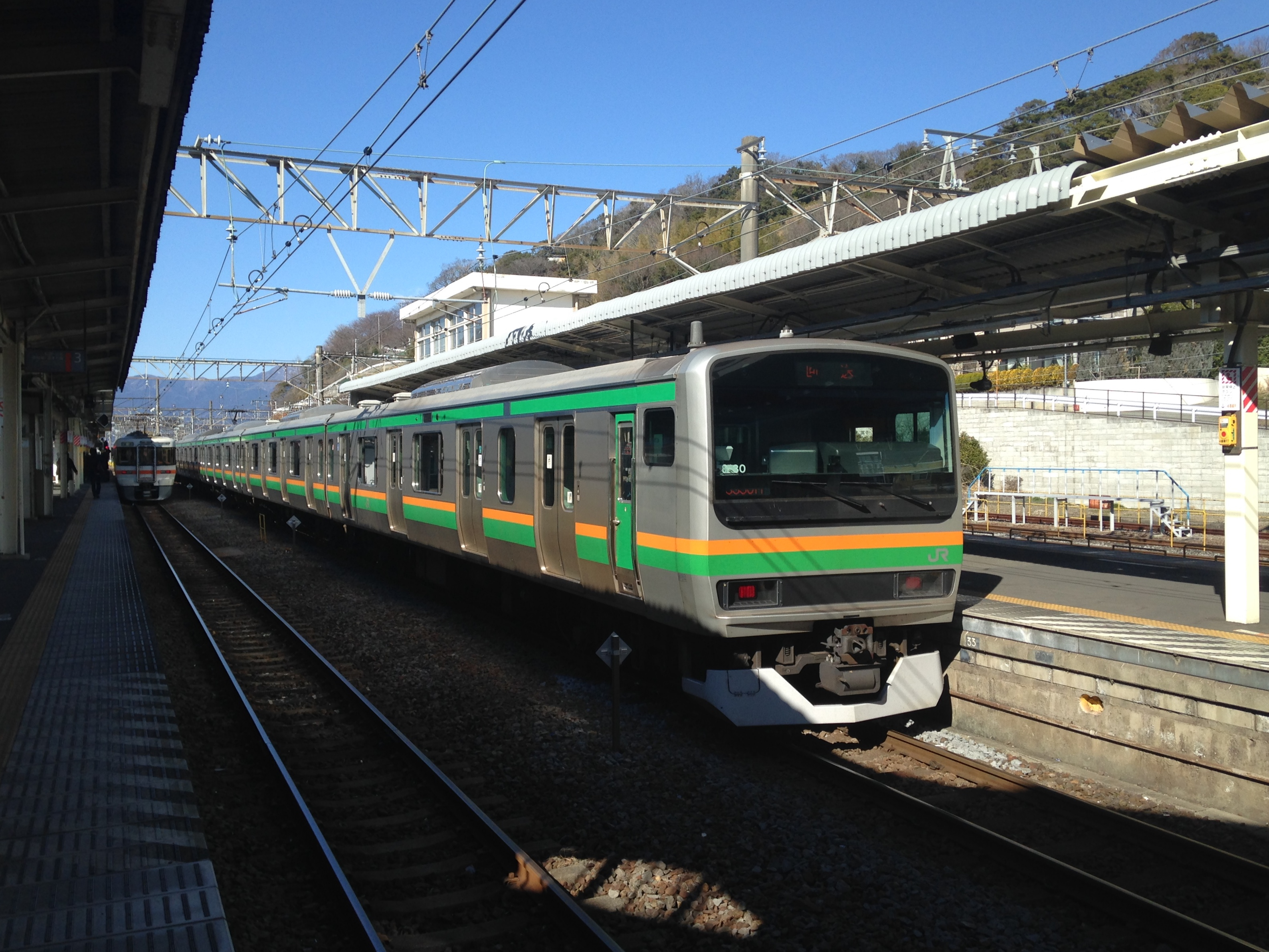
Vue des quais

  - voies 1 et 2 : direction Odawara et Atami
  - voies 4 et 5 : direction Yokohama et Tokyo
- Ligne Gotemba :
  - voie 3 : direction Matsuda, Gotemba et Numazu
- Ligne Shōnan-Shinjuku :
  - voie 4 et 5 : direction Yokohama, Shinjuku et Ōmiya